# Alexandro Haininga
Alexandro Shane Shonn Haininga (ur. 2002) – namibijski zapaśnik walczący w stylu klasycznym. Brązowy medalista mistrzostw Afryki w 2023 roku. 